# كونكرز بوكيت تيلز
كونكرز بوكيت تيلز (بالإنجليزية: Conker's Pocket Tales)، هي لعبة فيديو بريطانية، وهي من تطوير ونشر شركة رير، صدرت في الأسواق سنة 1999، وتعمل حصرياً لمنصة غيم بوي كولر.